# Bläckfisken (Gröna Lund)
Bläckfisken är en åkattraktion på Gröna Lund i Stockholm. Attraktionen byggdes 2000 och består av en karusell i form av en bläckfisk.